# Schwarzkinn-Honigfresser

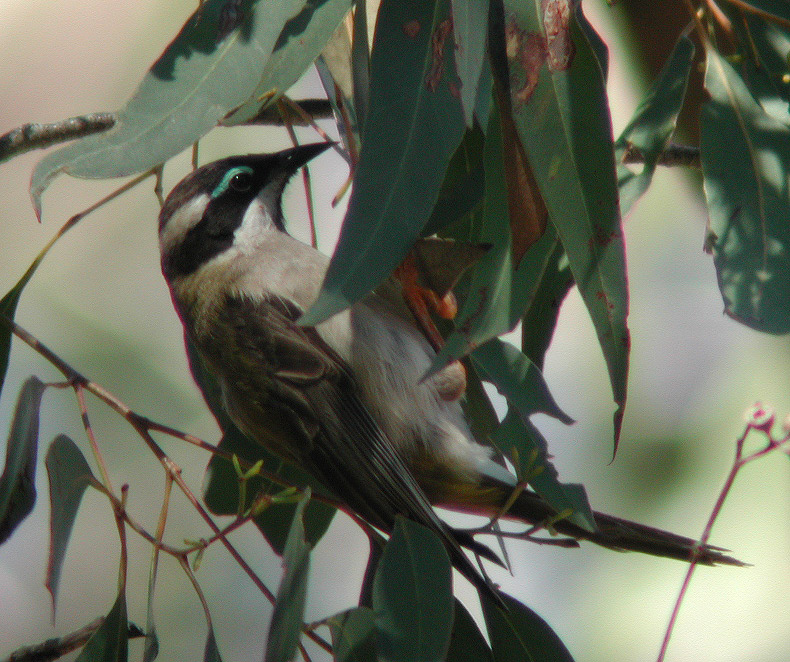
Melithreptus gularis gularis

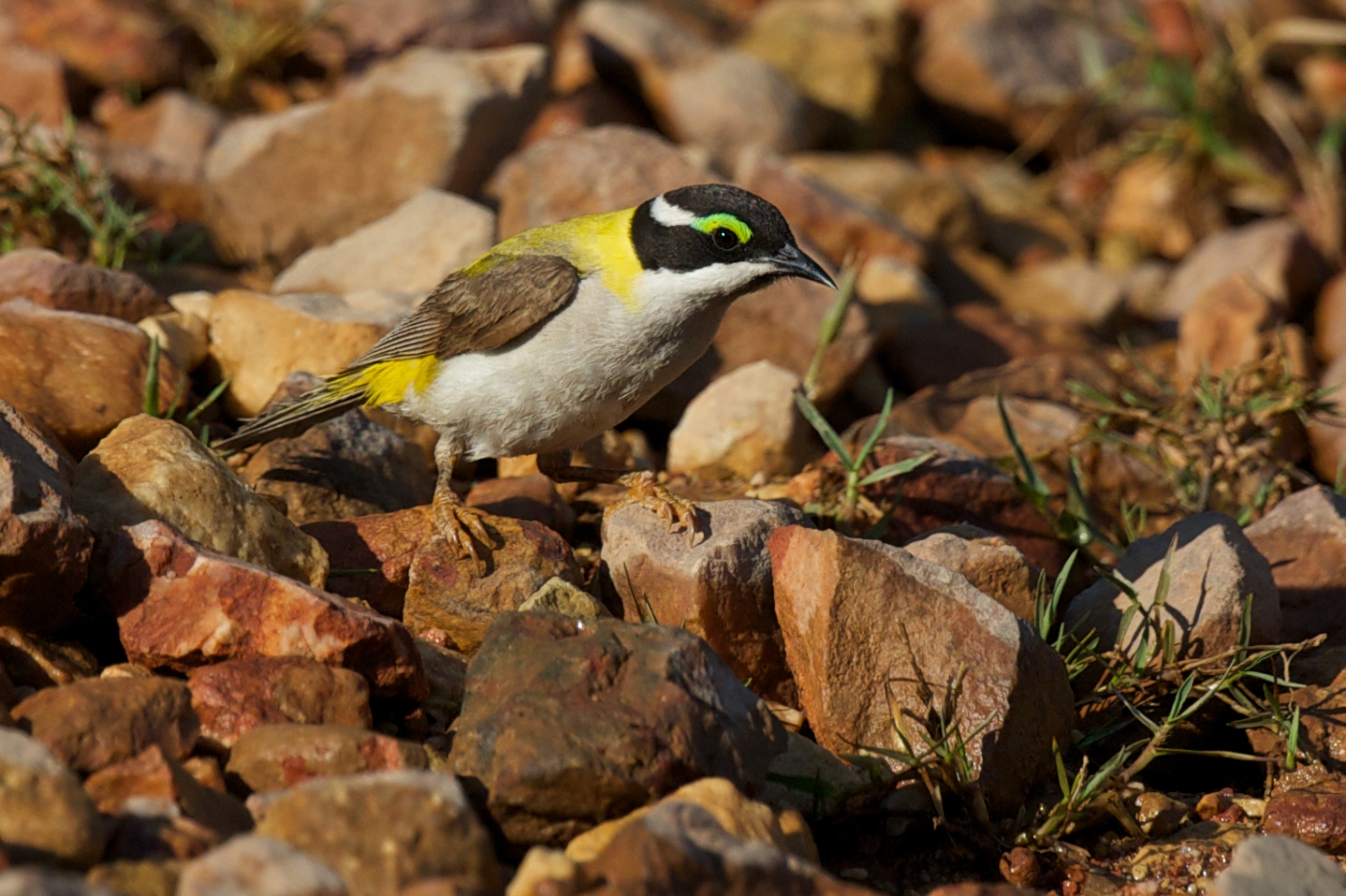
Melithreptus gularis laetior in Kimberley

Der Schwarzkinn-Honigfresser (Melithreptus gularis), zuweilen auch Schwarzkinn-Honigschmecker genannt, ist ein endemisch in Australien vorkommender Singvogel aus der Familie der Honigfresser.

## Taxonomie
Ursprünglich wurden Melithreptus gularis und Melithreptus laetior als zwei separate Arten angesehen. Erst im Jahr 2010 durchgeführte genetische Untersuchungen ergaben, dass es sich um eine Art handelt. Seitdem wird Melithreptus gularis laetior als Unterart geführt.

## Merkmale
Mit einer Länge von maximal 17 Zentimetern und einem Gewicht von 15 bis 20 Gramm zählen die Schwarzkinn-Honigfresser zu den größeren Arten der Honigfresser. Die Geschlechter gleichen sich farblich. Die Vögel unterscheiden sich jedoch nach ihren Vorkommensgebieten. Die im Norden Australiens heimische Unterart (Melithreptus gularis laetior) hat eine leuchtend olivgelbe Oberseite sowie hell graubraune Flügel und Schwanzfedern. Sie wird im englischen Sprachgebrauch als Golden-backed Honeyeater (Goldrücken-Honigfresser) bezeichnet. Der Kopf und das Kinn sind schwarz. Deutlich heben sich ein gelbgrüner Überaugenstreif sowie ein weißer Streifen, der vom Auge über den Hinterkopf verläuft ab. Die Unterseite ist weiß, der Schnabel schwarz. Die Iris ist ebenfalls schwarz, Beine und Füße sind orangerot. Die Nominatform (Melithreptus gularis gularis), die im Osten Australiens vorkommt, unterscheidet sich durch eine olivgrüne bis olivgraue Oberseite sowie einen hellblauen Überaugenstreif.

## Ähnliche Arten
Die ähnlichen Honigfresserarten unterscheiden sich in erster Linie durch die Farbe des Überaugenstreifs sowie die grau gefärbten Füße und Beine.
- Der Blauohr-Honigfresser (Entomyzon cyanotis) unterscheidet sich durch einen schwarzen Bruststreif und die großen kahlen blauen Hautpartien um die Augen.
- Der Mondstreif-Honigfresser (Melithreptus lunatus) unterscheidet sich hauptsächlich durch den roten Überaugenstreif sowie das weiße Kinn.
- Der Weißkehl-Honigfresser (Melithreptus albogularis) unterscheidet sich durch den weißen Überaugenstreif sowie das weiße Kinn.

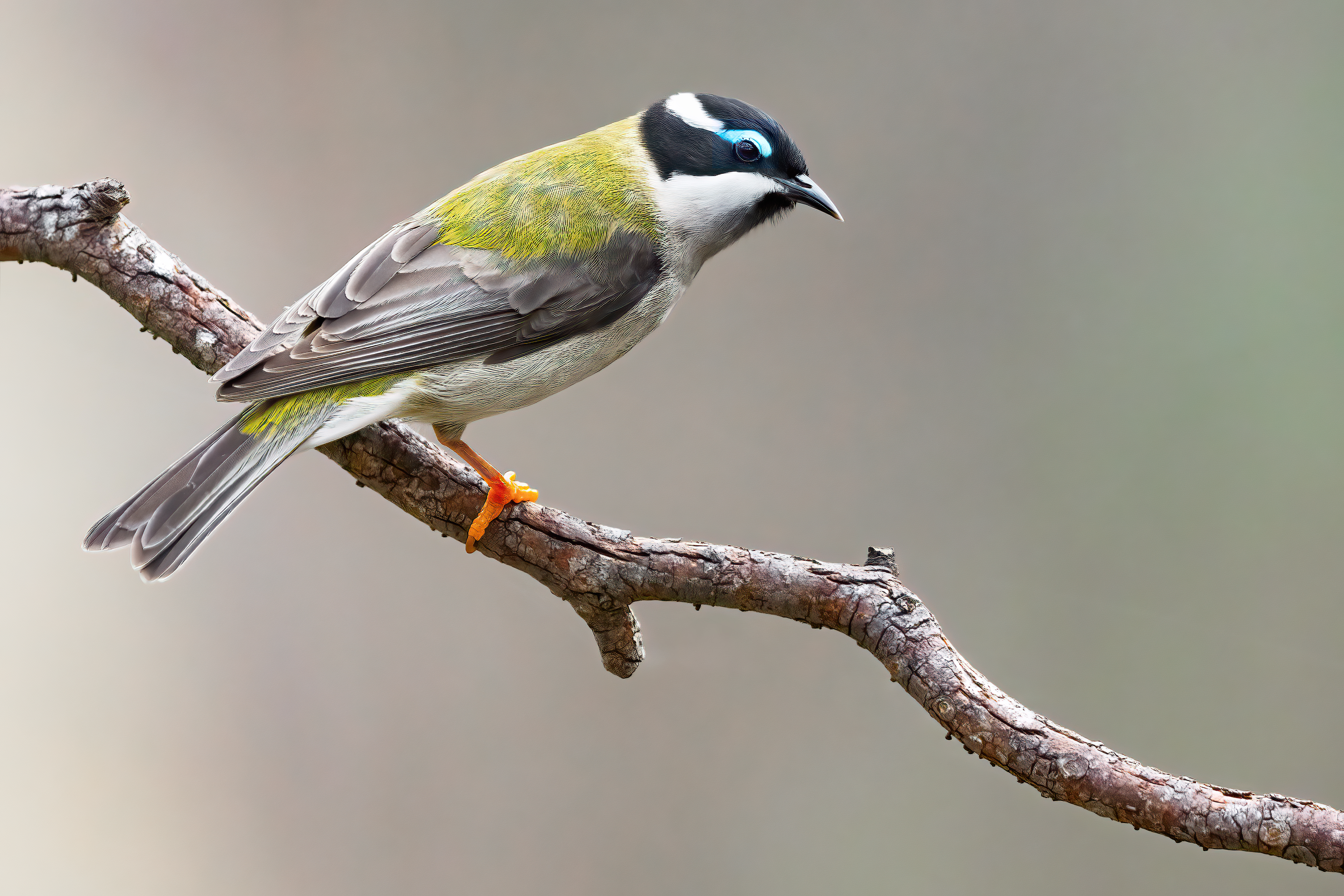
Schwarzkinn-Honigfresser (Melithreptus gularis gularis)
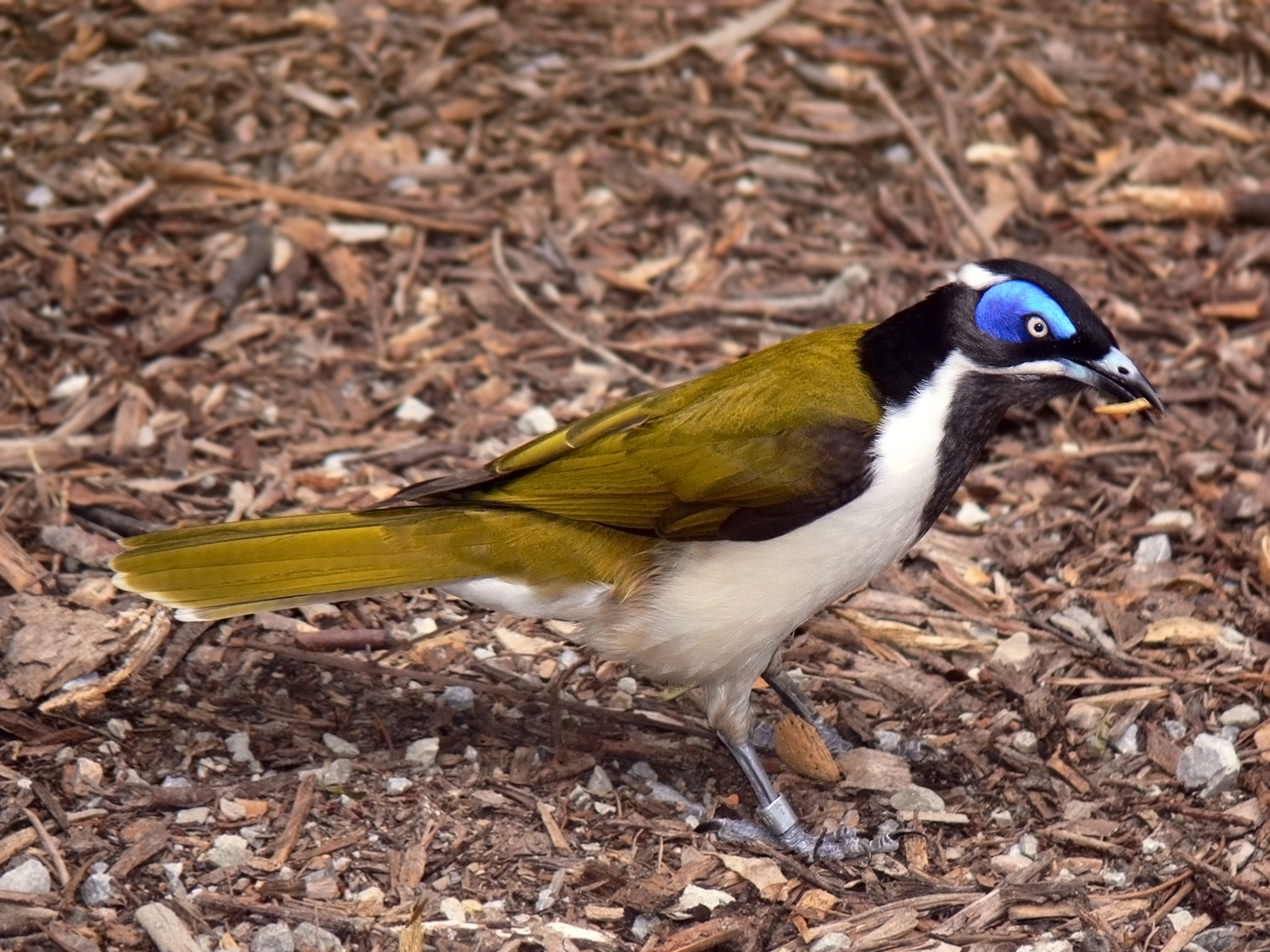
Blauohr-Honigfresser (Entomyzon cyanotis)
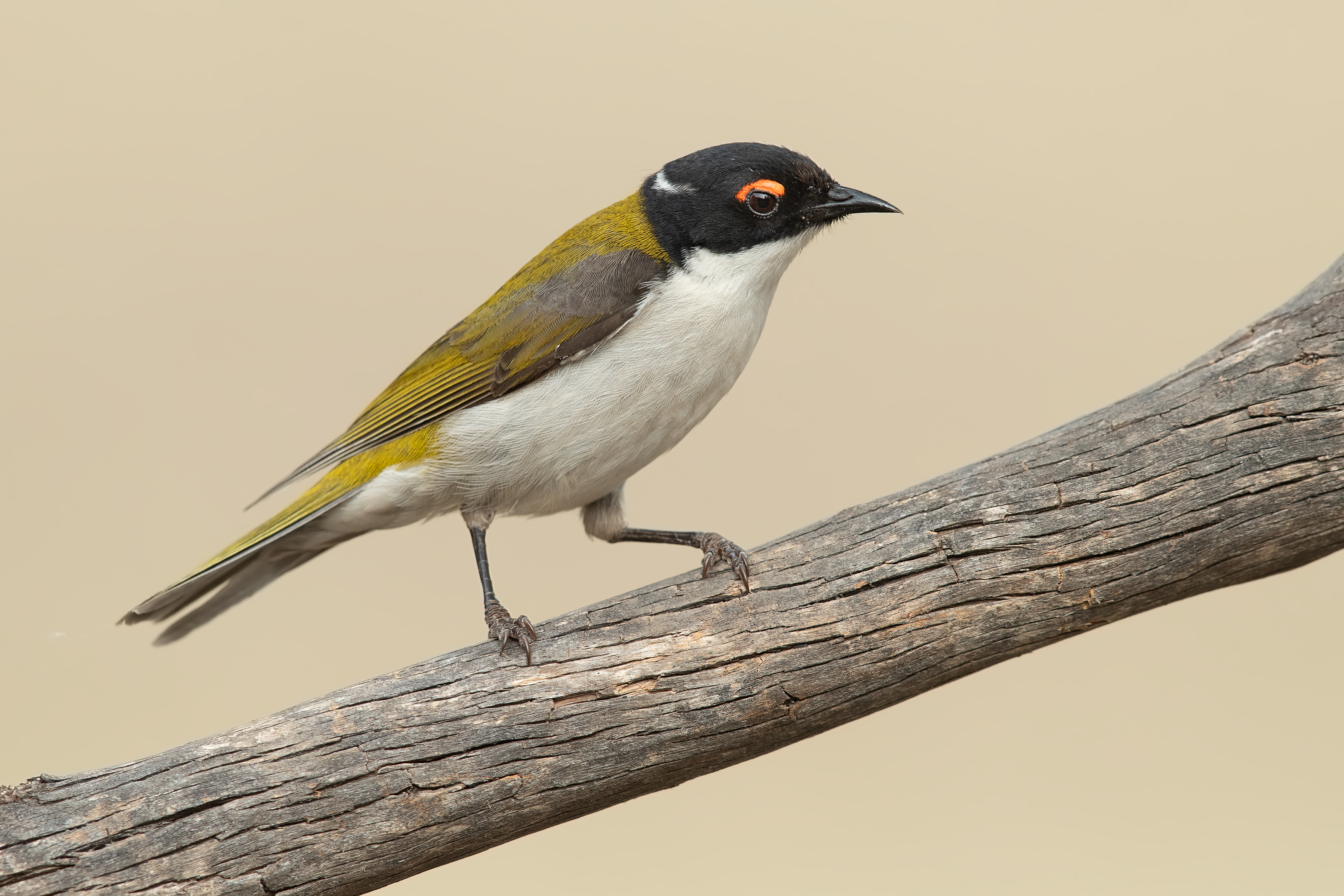
Mondstreif-Honigfresser (Melithreptus lunatus)
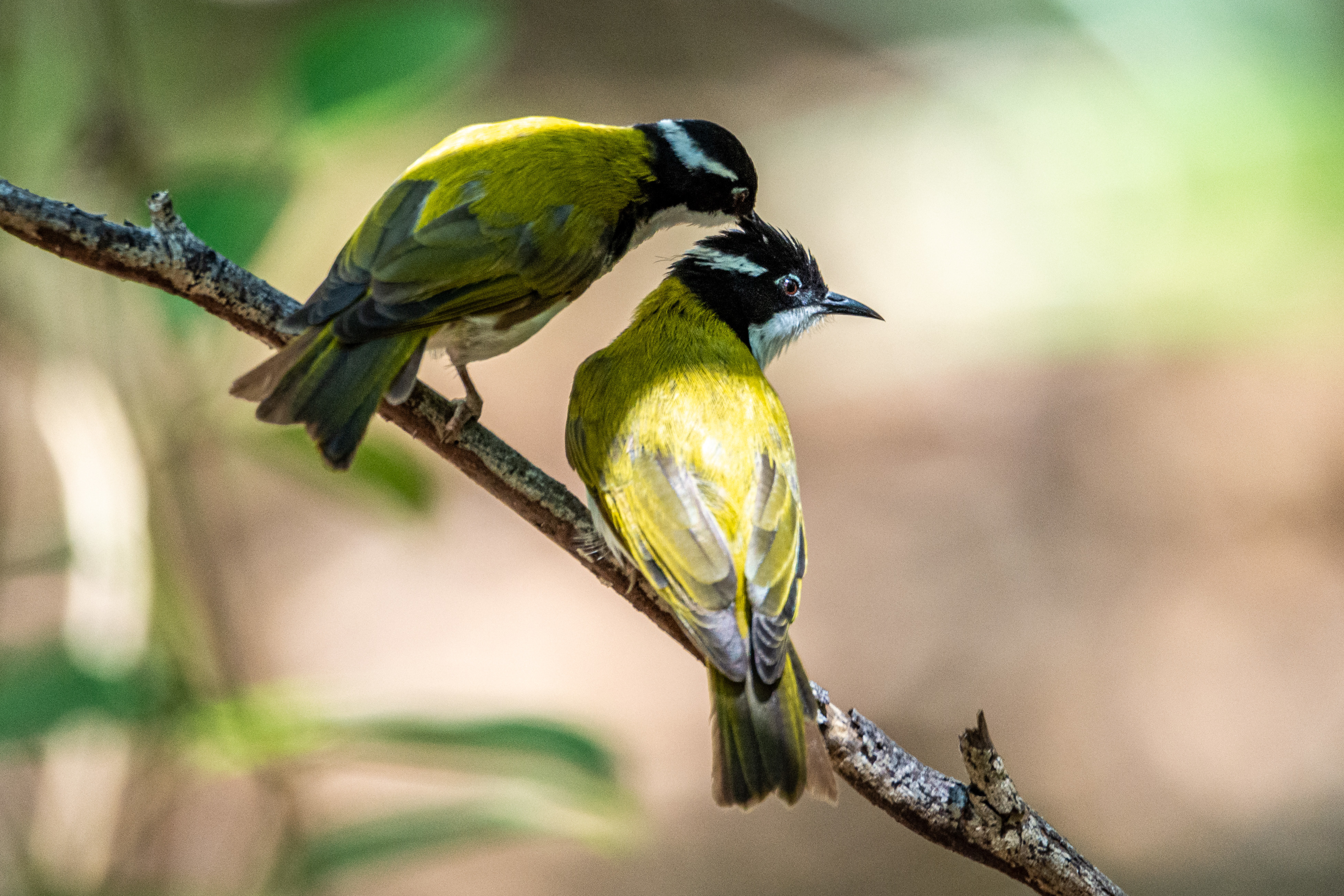
Weißkehl-Honigfresser (Melithreptus albogularis)

## Verbreitung, Unterarten und Lebensraum
Der Schwarzkinn-Honigfresser kommt im Norden, Osten und Südosten Australiens vor. Bevorzugter Lebensraum sind gebüschreiche, feuchte Wälder mit Eukalyptusbäumen. Er kommt zuweilen auch in Gärten und Parkanlagen vor. Die Höhenverbreitung reicht vom Meeresspiegel bis auf 700 Meter. Folgende Unterarten werden geführt:
- Melithreptus gularis gularis, Osten von Western Australia, Mittlere Regionen in Queensland, Osten von New South Wales, Victoria und Südosten von South Australia.
- Melithreptus gularis laetior, North Australia bis Far North Queensland einschließlich Kap-York-Halbinsel.

## Lebensweise
Schwarzkinn-Honigfresser leben gesellig und sind das ganze Jahr über in kleinen Gruppen zu beobachten. Die Vögel ernähren sich hauptsächlich von Gliederfüßern sowie Blütennektar, gelegentlich auch von Samen. Die tierische Nahrung wird überwiegend in der Vegetation gesucht sowie aus der Baumrinde herausgelesen.
Die Art brütet schwerpunktmäßig in den Monaten Juli bis Dezember. Es werden ein oder zwei Bruten im Jahr ausgeführt. Die Paare verteidigen ihr Revier gegen andere, auch größere Arten. Das tassenförmige Nest wird aus trockenem Gras und Rindenstreifen gefertigt, mit Federn und Fell ausgekleidet und gerne in Eukalyptusbäumen angelegt. Das Gelege besteht aus zwei oder drei Eiern, die 22 × 16 Millimeter groß, rosa gefärbt und spärlich rotbraun gesprenkelt sind. Das Weibchen bebrütet die Eier alleine. Sobald die Küken geschlüpft sind, werden sie von beiden Eltern sowie zuweilen von Helfern aus früheren Bruten gefüttert.

## Gefährdung
Da die Bestände des Schwarzkinn-Honigfressers in Australien stabil sind, wird die Art von der Weltnaturschutzorganisation IUCN als „least concern = nicht gefährdet“ geführt. In den Bundesstaaten New South Wales und in South Australia wird sie hingegen als gefährdet angesehen.